# Louis Charles de Nogaret de Foix
Louis-Charles Gaston de Nogaret de La Valette et de Foix-Candale (* 14. April 1627 in Metz; † 28. Januar 1658 in Lyon) war Comte, dann Duc de Candale, Marquis, dann Duc de La Valette, Colonel général de l’Infanterie Française, Gouverneur und Lieutenant-général der Auvergne.

## Leben
Louis-Charles-Gaston de Nogaret war der einzige Sohn von Bernard de Nogaret de La Valette, genannt de Foix-Candale (1592–1661), Herzog von Épernon, und Gabrielle Angélique de Bourbon (1603–1627), Tochter von Heinrich IV. und der Marquise de Verneuil. Seine einzige Schwester, Anne Louis Christine de Nogaret (1624–1701) trat in den geistlichen Stand und wurde Karmelitin im Kloster des Faubourg Saint-Jacques.
Von Geburt an trug er den Namen Marquis de la Valette. Mit Auftrag vom 11. August 1627 stellte man ein Régiment d’infanterie de La Valette auf, zu dessen Mestre de camp er ernannt wurde, das aber bereits am 7. Februar 1628 wieder aufgelöst wurde. Am 11. Februar 1639 starb sein Onkel Henri, Duc de Candale, dessen Titel er seit diesem Tag trug.
Mit Auftrag vom 10. Februar 1649 stellte er ein Régiment d’infanterie de Candale auf, das 1652 in ein anderes Regiment integriert wurde, das er seitdem kommandierte. Fünf Tage später, am 15. Februar 1649 wurde er unter dem Oberbefehl seines Vaters Kommandant der Truppen in Guyenne. Am 28. Mai 1649 wurde er Colonel général de l’Infanterie Française als Nachfolger en survivance seines Vaters (er übte dieses Amt aber nicht aus, da er vor seinem Vater starb). Am 25. Mai 1650 wurde er Colonel des Régiment des Vaisseaux Mazarin, nachdem Jules Mazarin das Kommando abgegeben hatte; diese Regiment führte er als Régiment de Vaisseaux-Candale bis zu seinem Tod. Am 1. Februar 1651 wurde er – ebenfalls nach dem Rücktritt Mazarins – zum Gouverneur und Lieutenant-général der Haute und Basse Auvergne ernannt; auch dieses Amt hatte er bis zu seinem Tod inne. Am 16. September 1652 wurde er als Nachfolger des Comte de Harcourt zum Kommandant der Guyenne-Armee ernannt; dieses Kommando übte er bis Juni 1654 aus. Ebenfalls mit Auftrag vom 16. September 1652 stellte er ein Régiment de Foix cavalerie auf, das er bis zu seinem Tod kommandierte.
Im Aufstand der Schnitter wurde er am 10. Juni 1654 als Lieutenant général der Katalonien-Armee zugeteilt, die unter dem Oberbefehl des Prince de Conti und des Marschalls Hocquaincourt stand. Er kämpfte bei der Eroberung von Villefranche (Juni/Juli 1654), nahm an der Versorgung von Roses mit Nachschub teil und der Belagerung von Puigcerdà (Oktober 1654). 1655 nahm er an der Eroberung von Cadaqués, Castillon und Cadagnes teil. Nach der Abreise Contis war er kommandierender General der gleichen Armee und eroberte Lingoustre; aber die wenigen Truppen, die er hatte, und die ständigen Regenfälle erlaubten es ihm nicht, den Feldzug durchzuhalten, und so machte er sich auf den Weg zurück nach Frankreich.
Im Januar 1658 erkrankte er in Lyon krank und starb dort am 28. des Monats. Er wurde auf Schloss Cadillac beigesetzt. Louis-Charles Gaston de Nogaret war unverheiratet und blieb ohne Nachkommen. Er hatte jedoch eine Affäre mit Catherine Henriette d’Angennes, Comtesse d’Olonne (1634–1714).
Louis-Charles Gaston de Nogaret war mit dem Moralisten und Freidenker Charles de Saint-Évremond (1614–1703) befreundet. Unter dem recht durchsichtigen Pseudonym Candole ist er einer der Helden in Roger de Bussy-Rabutins Histoire amoureuse des Gaules, die nach dem Tod des Vorbilds 1665 veröffentlicht wurde.